# St. Cyriak (Sulzburg)

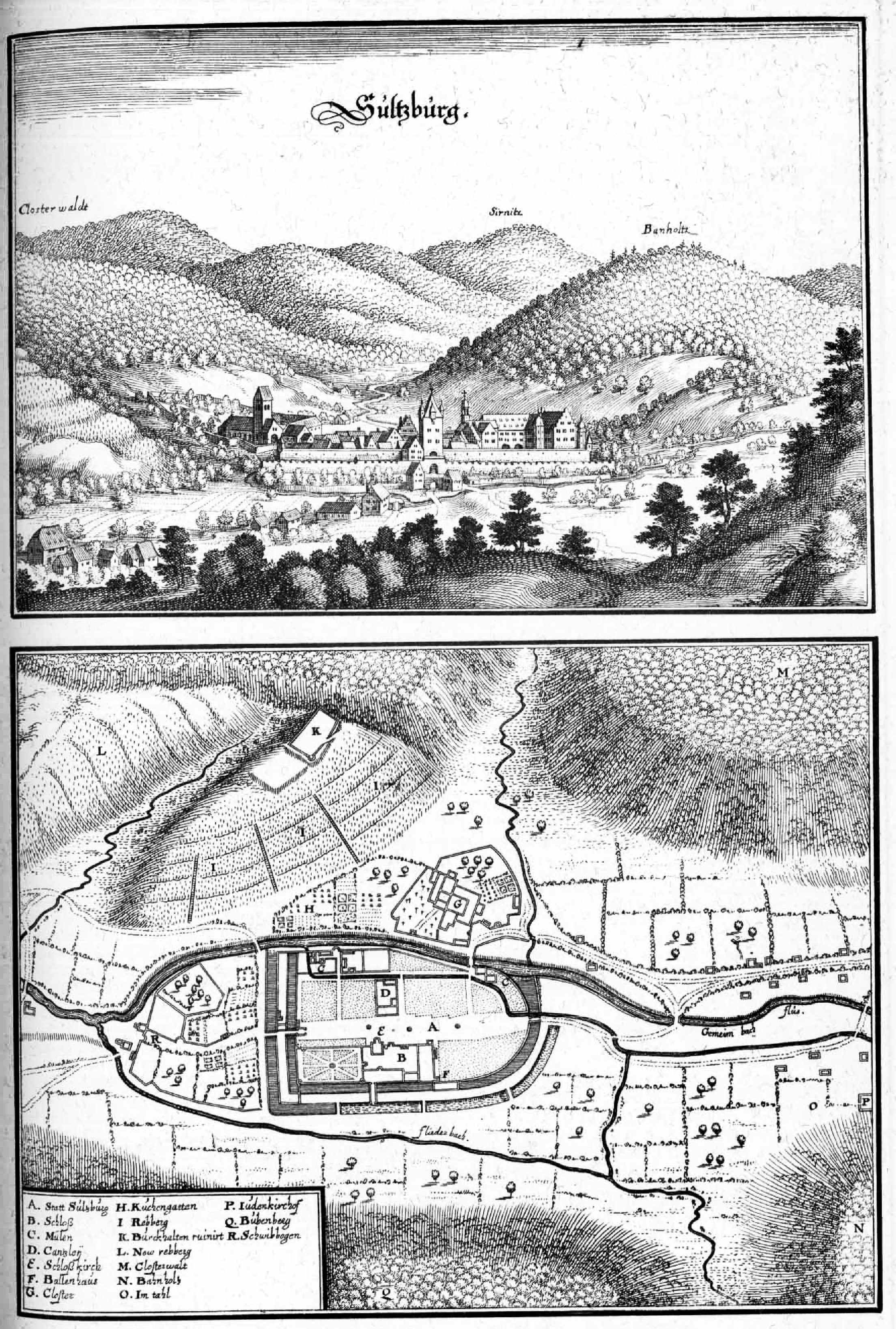
Matthäus Merian: „Sultzburg“, Stadtansicht und Grundriss, Frankfurt 1643

Die um das Jahr 990 errichtete frühromanische Kirche St. Cyriak in Sulzburg  zählt mit über 1000 Jahren zu den ältesten Kirchen Deutschlands. Sie war zunächst Stifts- und Eigenkirche sowie von 1008 bis zur Reformation Klosterkirche der Benediktinerinnen
in Sulzburg und ist heute Pfarrkirche der Evangelischen Gemeinde in Sulzburg.

## Geschichte und Baubeschreibung

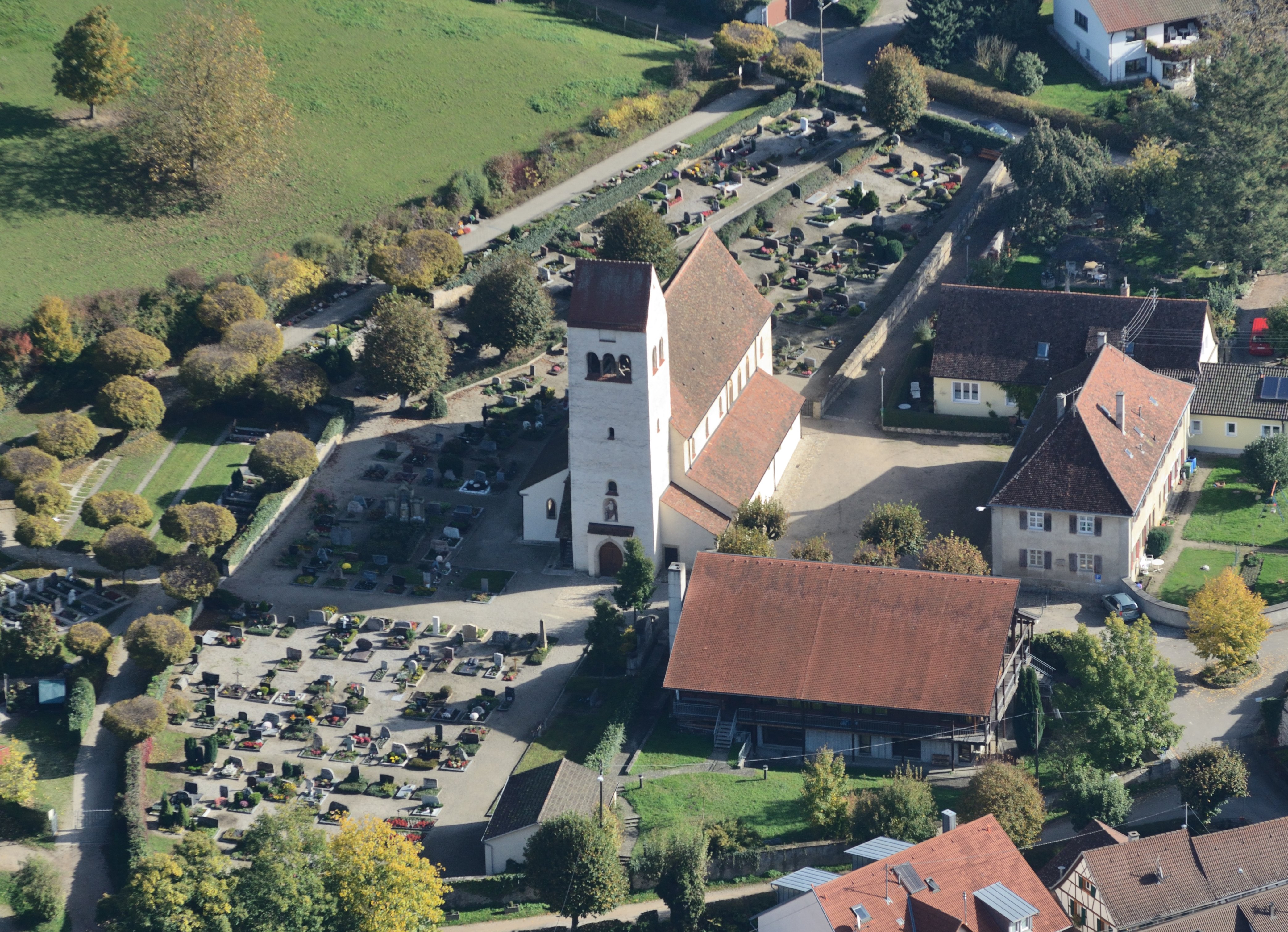
Luftbild des Kirchenareals mit Friedhof

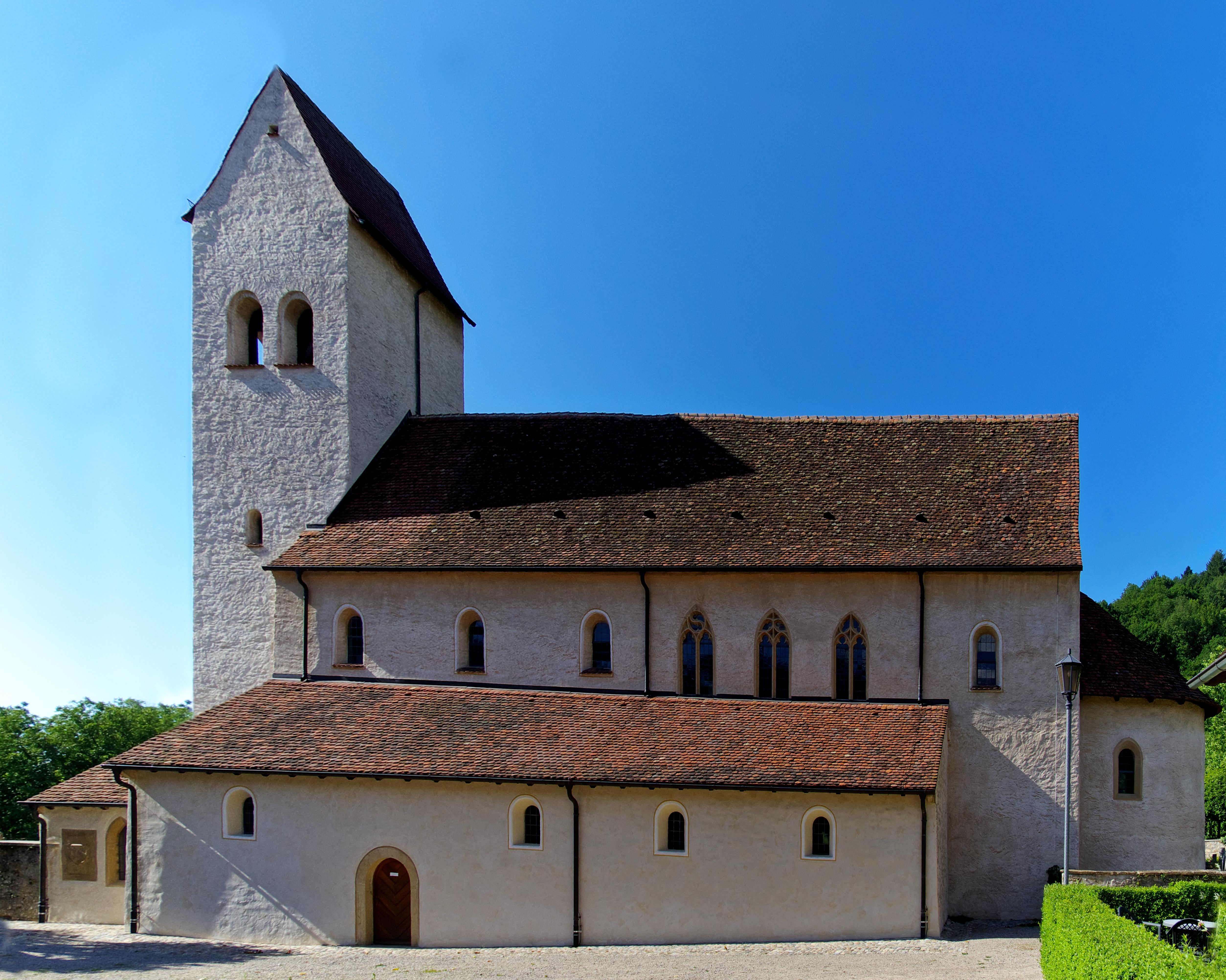
St. Cyriak in Sulzburg, 993 geweiht

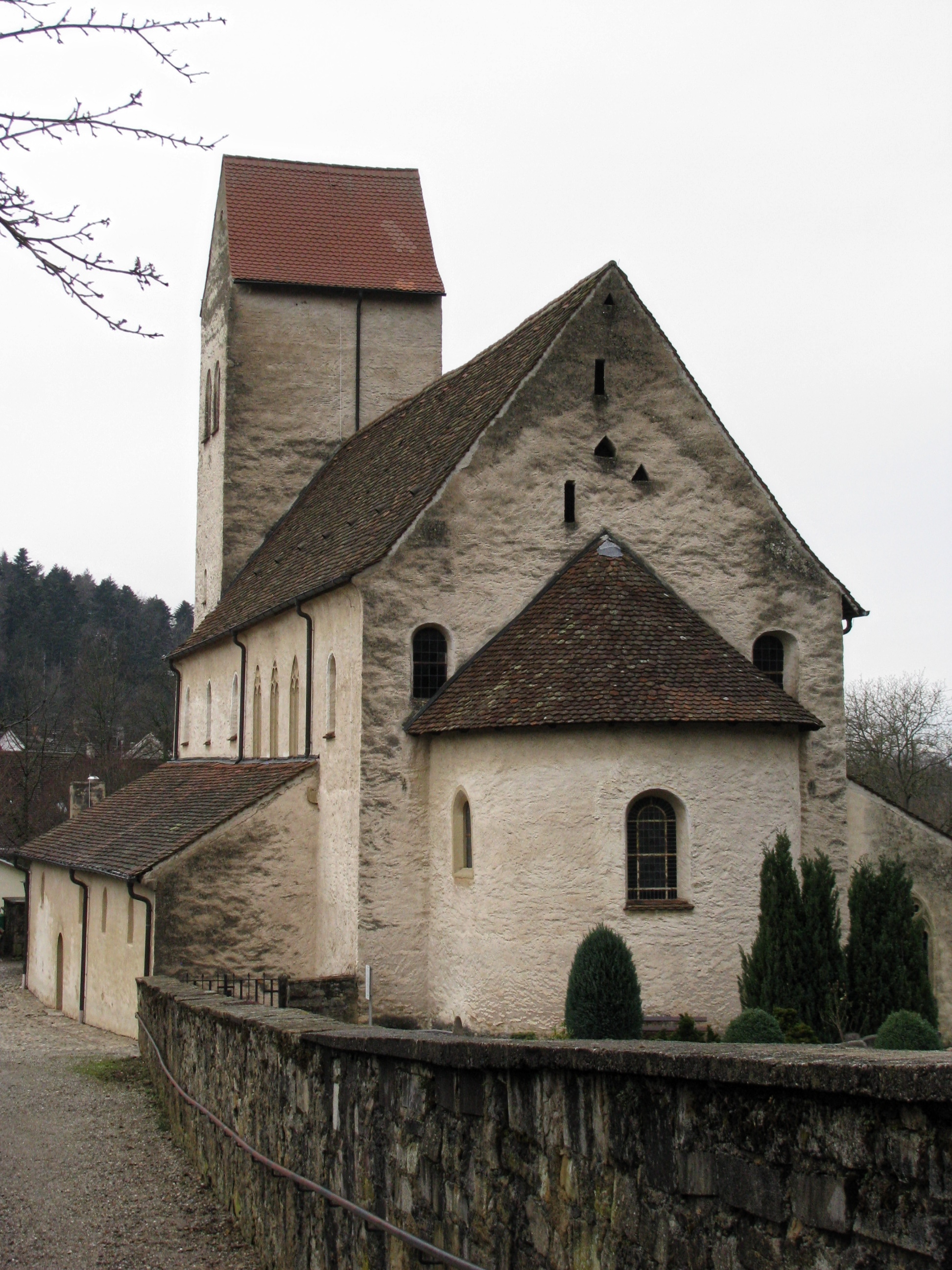
St. Cyriak, Ostansicht

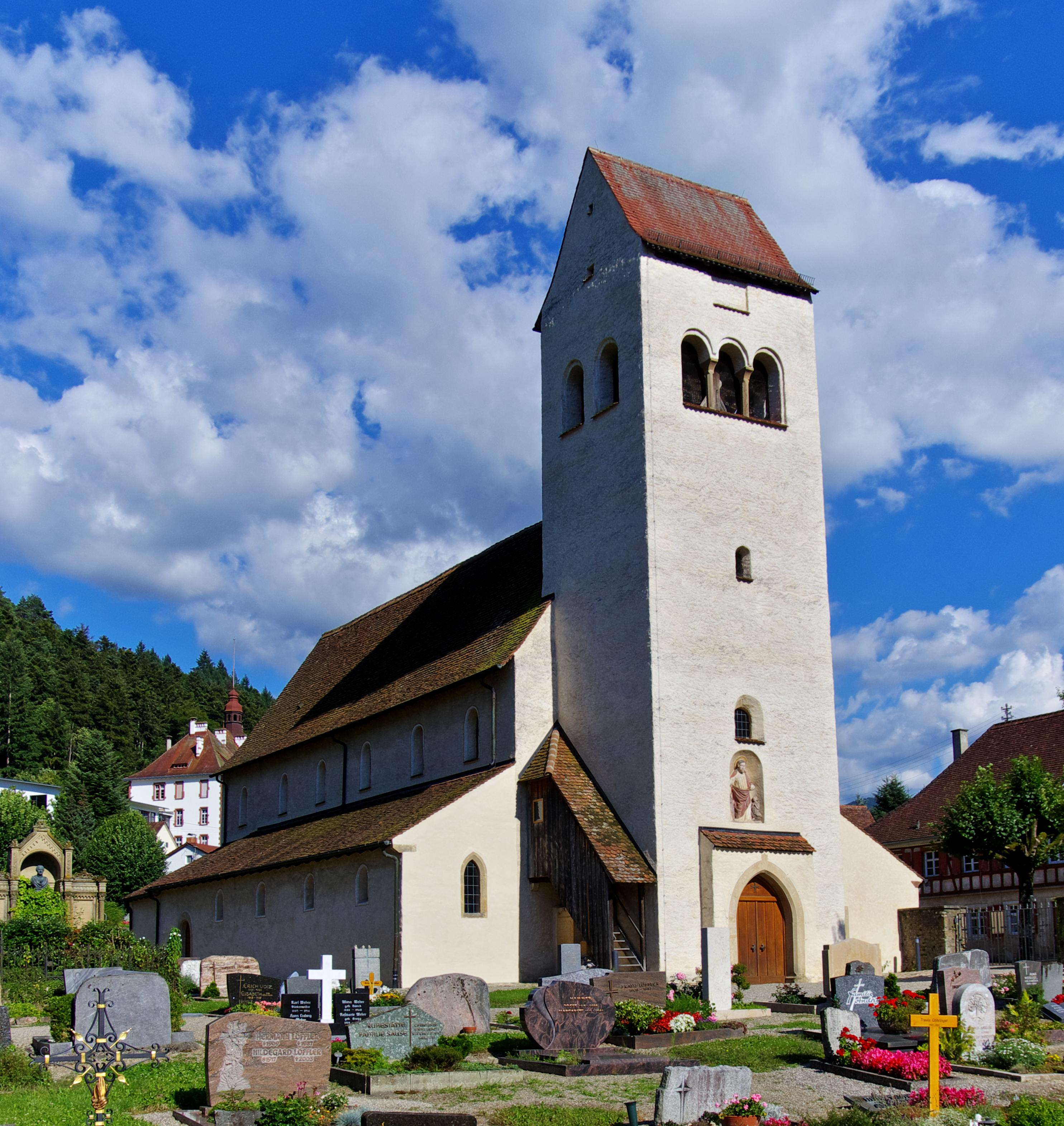
Westturm von St. Cyriak (1103)

Die Kirche wird 993 zum ersten Mal urkundlich erwähnt. Der spätere Kaiser Otto III. fertigte am 22. Juni 993 eine Urkunde aus, durch die er dem breisgauischen Grafen Birchtilo auf dessen Bitte das gesamte Königsgut im Tal von „Sulziberg“ als königliche Schenkung übertrug. Die Schenkung diente zur Deckung der Bau- und Unterhaltungskosten für das von Graf Birchtilo als seine Grablege gestiftete monasterium (Kirche und Stiftsgebäude) in Sulzburg, das er um 990 errichtet hatte und 993 dem römischen Märtyrer St. Cyriak († um 303) weihen ließ. Seine Stiftung hatte Birchtilo vorher bereits mit seinen eigenen, im Breisgau liegenden Gütern ausgestattet.
Nach dem Tod Birchtilos († 1005) übergab sein Sohn Becelin (im Einvernehmen mit seinem Bruder Gebezo) 1008 Kirche und Hauskloster mit allen zugehörigen Besitzungen an die Bischofskirche in Basel zu Händen des Basler Bischofs Adalbero. Die auf Wunsch König
Heinrich II. erfolgte Übertragung geschah durch feierlichen Akt im Beisein der Grafen des Breisgaues, des Thurgaues und der Baar sowie eines Grafen aus Burgund.
In der Folgezeit wurde das ursprüngliche Kanonikerstift in ein Benediktinerinnenkloster umgewandelt und die Kirche umgebaut; die Benediktinerinnen erhielten zwei Emporen an den Wänden des Langhauses, die vom Dormitorium aus zugänglich waren.

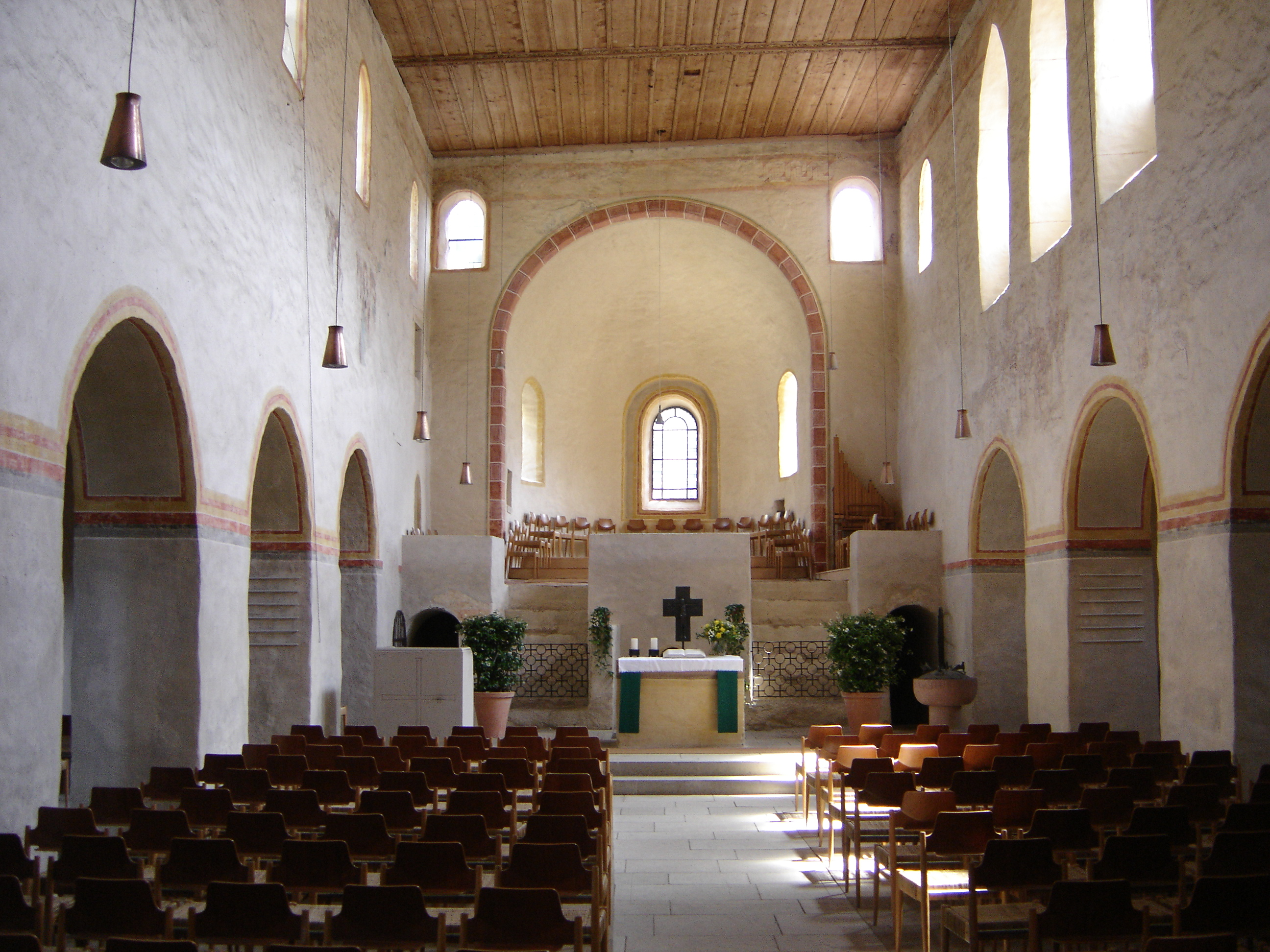
Innen: Sicht nach Osten

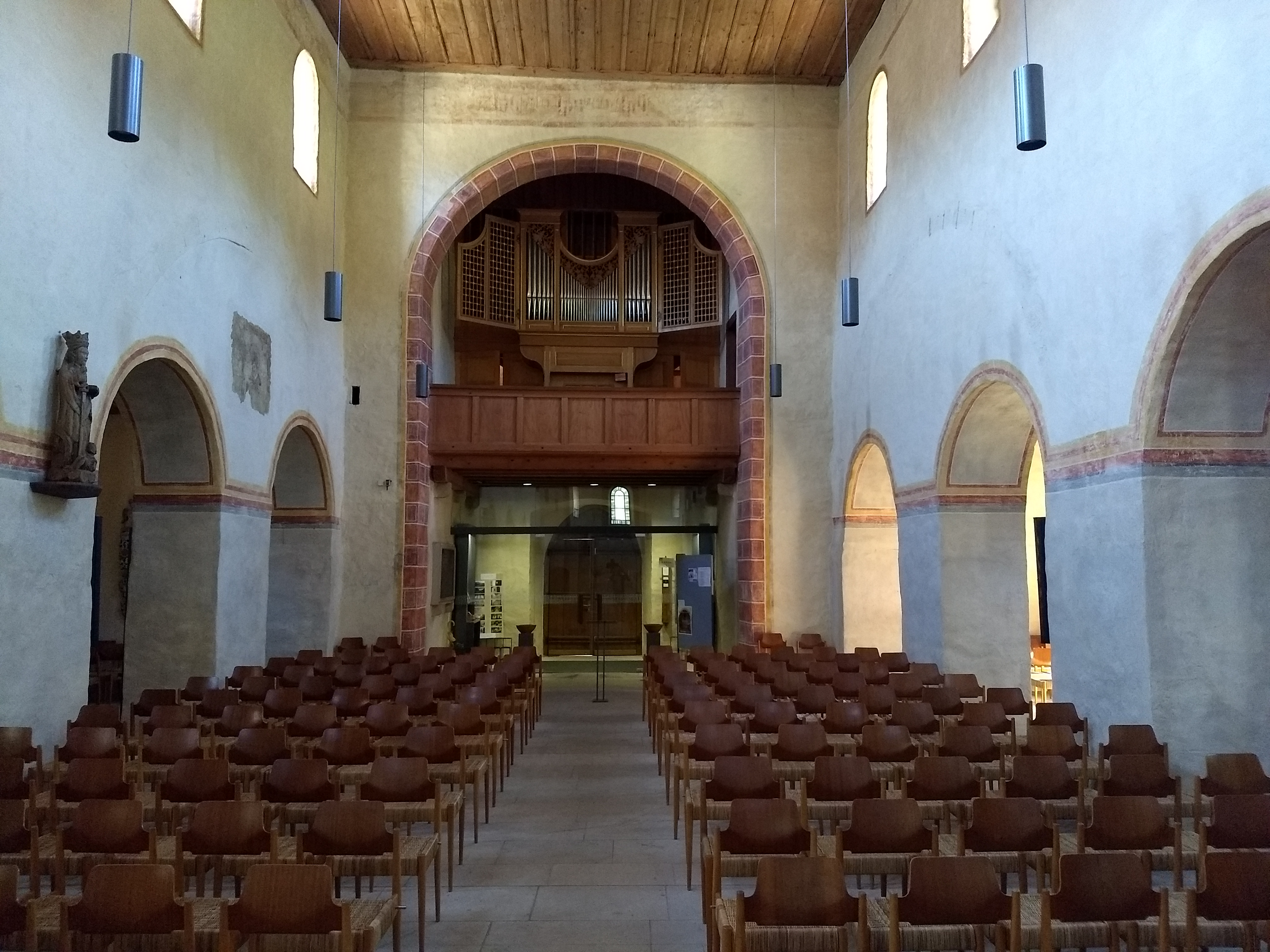
Innen: Sicht nach Westen

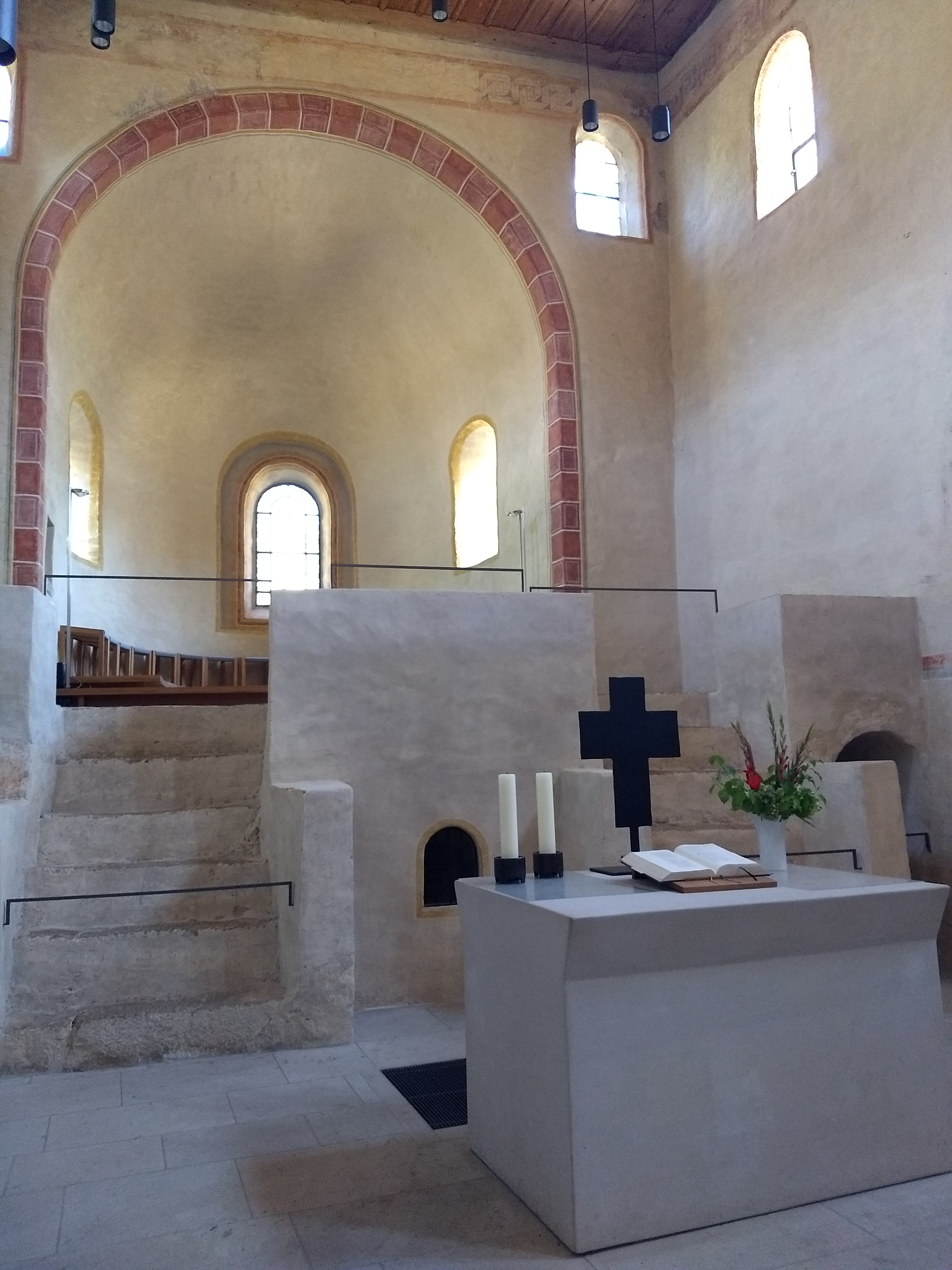
Erhöhte Chorpartie (um 1010)

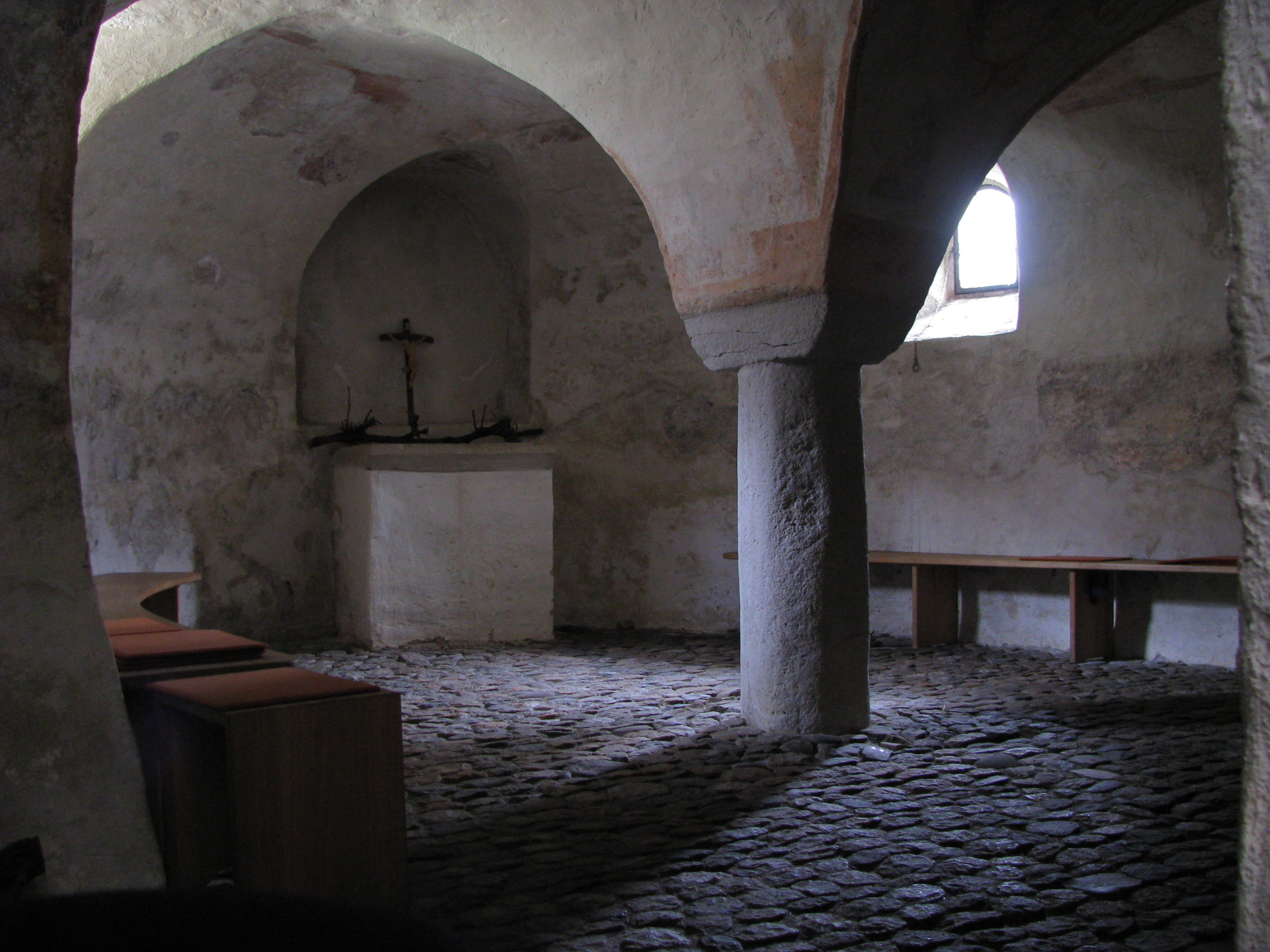
Krypta (um 1010)

Der um 990 begonnene und 993 geweihte Gründungsbau war eine dreischiffige Pfeilerbasilika mit fünf schmucklosen Arkaden, einer halbrunden Hauptapsis im Osten und einer weiteren Apsis im Westen, die von Anfang an als Grablege für den Stifter gedacht war. Eine Kirche mit Ost- und Westchor entsprach im Übrigen der unter den Ottonenkaisern üblichen Gleichstellung von Papst und Kaisertum im Gottesreich. In der Westapsis wurde der am 27. Februar 1005 verstorbene Graf Birchtilo beigesetzt. Wie aus der Urkunde des Codex basiliensis hervorgeht, hat Birchtilo die Kirche erbaut, um darin zu ruhen „bis zum jüngsten Tag“.
Der Gründungsbau hatte kein Querschiff und anfangs auch keine Krypta. Belichtet wurde die Kirche durch regelmäßig gereihte Rundbogenfenster im Obergaden und kleinere Fenster in den Seitenschiffen sowie ein besonders großes Rundbogenfenster in der Ostapsis, das eine dominierende ästhetische Wirkung gehabt haben muss.
Der Gründungsbau ist geprägt durch klare Proportionen und monumentale Einfachheit sowie durch das Gegenüber von Ost- und Westbau als wesentliche Merkmale der ottonischen Epoche. Der Innenraum wird von Großformen ohne architektonische Details und von glatten Mauerflächen bestimmt.
„Die Bauzeit kann sich nicht sehr lang hingezogen haben. Die Ausführung des Plans ist nicht sehr exakt. Schiefe Winkel, unregelmäßige Raumbreiten und Höhen, unregelmäßig anlaufende Mauern, windschiefe Mauerflächen und der unebene Fußboden sprechen für eine rasche Bauausführung. Die nachlässige Ausführung charakterisiert den Bau, gibt ihm etwas Rustikales, aber auch eine eigentümlich  lebensvolle Bewegtheit. Vorzüglich ist dagegen die Mauertechnik an sich.“
Bei einem Vergleich von St. Cyriak mit St. Georg (Reichenau-Oberzell) sind einige Gemeinsamkeiten festzustellen, die nicht als zufällig gewertet werden sollten:
St. Georg ist ebenfalls eine dreischiffige Basilika mit Ostapsis (um 900), die zwischen 925 und 945 zusätzlich eine Westapsis erhalten hat, wahrscheinlich weil man die bisher in der Krypta unter der Ostapsis verwahrte Reliquie des Kirchenpatrons St. Georg in den leichter zugänglichen oberirdischen Westbau verlagern wollte. Diese Reliquie, die aus dem Reliquienschatz der römischen Kirche San Giorgio in Velabro stammte, hatte Papst Formosus 896 dem Reichenauer Abt Hatto III. (in einer Person Hatto I. als Reichserzkanzler und Erzbischof von Mainz) anlässlich seines Rombesuchs geschenkt „für sein neu in Alemannien erbautes Kloster“. Dieses Ereignis war für Abt Hatto der Anlass zum Bau der Stiftskirche St. Georg auf der Bodenseeinsel Reichenau und der Beginn des Georgskultes im deutschen Sprachraum. In diesem Zusammenhang ist die Vermutung naheliegend, dass von den Reliquien des Märtyrers Cyriacus, die 847 von Rom in das Cyriakusstift in Worms-Neuhausen überführt worden waren, anschließend auch Teile nach Sulzburg gelangt sind und dass dies der Anlass für die Wahl des bis dahin ungewöhnlichen Patroziniums in Sulzburg gewesen ist.
Außer dem Gegenüber von Ost- und Westbau sind sowohl die Länge des Kirchenschiffs mit jeweils fünf Arkaden als auch die wohlproportionierten Architekturformen und die Schlichtheit unter Verzicht auf Schmuckformen in beiden Kirchen vergleichbar, obwohl St. Georg um 945 und St. Cyriak um 993 fertiggestellt worden ist. In beiden Kirchen wurde auch der Hochchor im Osten um zwei Meter angehoben, um darunter eine Krypta einzubauen; in beiden Fällen führen an den Mittelschiffwänden jeweils zwei Treppenabgänge in die Krypta und steile Treppen zum Hochchor. Schließlich ist in beiden Kirchen ein umlaufender Mäanderfries am Obergaden zu sehen.
Zwischen 1008 und 1010 wurde der Ostchor für die Nonnen nach Westen um zwei Arkaden mit eigenem Zugang erweitert und gleichzeitig um etwa zwei Meter angehoben, um darunter eine Krypta auszubauen. Die Krypta hat ein Tonnengewölbe mit einer monolithischen Rundstütze; die Gewölbetonnen verschneiden sich rechtwinklig, ehe sie zur Rundung der Apsis hin verschliffen werden; es handelt sich um „kunstvolle Verschränkungen der Gewölbe“ (Tschira S. 13).
Für die weltliche Gemeinde war das Mittelschiff vorgesehen, das durch den Einbau einer Chorschranke von den Nonnen im Chor getrennt wurde, aber in der Mitte für die Sicht auf den Altar geöffnet blieb, bevor man für die Gemeinde einen eigenen Altar vor der Chorschranke eingerichtet hatte. Die Gemeinde erhielt auch eine eigene Taufanlage im ersten Joch links sowie den westlich gelegenen Friedhof.
1103 wurde der Westturm mit einem für die Region typischen Satteldach an der Stelle errichtet, wo bisher die Westapsis gestanden hatte; er gilt als der älteste erhaltene Kirchturm in Südwestdeutschland. Teile der Balkenkonstruktion wurden dendrochronologisch auf das Jahr 996 datiert. Im Turm befand sich eine Herrenloge mit eigener Treppenanlage.
Von 1108 bis 1141 war der Konvent als Priorat der geistlichen Aufsicht des Abtes von St. Blasien unterstellt. 1157 hat der Basler Bischof die Herren von Üsenberg (von Burg Üsenberg bei Breisach) als Schutzvögte des Klosters und des bereits seit dem 10. Jahrhundert im Sulzburger Tal nachgewiesenen Bergbaus eingesetzt. In diesem Zusammenhang ist von Bedeutung, dass Kaiser Konrad II. dem Bischof von Basel bereits 1028 das Schürfrecht für den Silberbergbau im Sulzburger Tal verliehen hatte.
Nachdem Sulzburg 1283 von den Üsenbergern die Stadtrechte erhalten hatte, wurde eine Stadtmauer errichtet, wobei der Klosterbezirk außerhalb blieb. Die Einwohnerzahl der neuen Stadt nahm rasch zu. Die Kapazität der Kirche war für die gewachsene Bevölkerung bald nicht mehr ausreichend. Deshalb wurden die beiden westlichen Arkadenpfeiler entfernt und die anderen Arkaden mit Quaderbögen überspannt, um die Seitenschiffe in den Kirchenraum der Laienkirche einzubeziehen. In den Seitenschiffen, die den Laien vorbehalten waren, gab es einen Altar zu Ehren der hl. Katharina von Alexandrien im südlichen Seitenschiff und einen Altar des hl. Stephanus (im nördlichen Seitenschiff).
1309 errichtete man vor dem Turm eine Vorhalle mit einer Michaelskapelle im Obergeschoss. Diese Kapelle war von der Herrenloge aus zugänglich. In den Jahren nach 1500 wurden auf der Südseite des Mittelschiffs vier gotische Maßwerkfenster eingesetzt. Die Holzdecke stammt von 1510, wie eine Inschrift besagt, die auch den damaligen Prior Georg Locher nennt.
Markgraf Ernst von Baden verlegte seine Residenz 1515 nach Sulzburg und errichtete ein Schloss am südlichen Stadtgraben, wovon heute noch der ummauerte Park mit dem Rundturm erhalten ist. Zwischen 1523 und 1548 ließ er das Kloster vorübergehend schließen. Mit der Reformation, die Markgraf Karl II. 1556 einführte, wurde der Konvent endgültig aufgelöst; die Klosterkirche St. Cyriak kam mit allen Rechten einer Pfarrkirche an die Evangelische Stadtgemeinde. St. Cyriak war nun eine Predigtkirche, die 1742 in eine barocke Saalkirche umgewandelt wurde.
1827 wurde die Vorhalle mit der Michaelskapelle wieder abgebrochen. Nach Fertigstellung der neuen Stadtkirche (heute Bergbaumuseum) 1839 kaufte die Stadt Sulzburg das Klosterareal mit Kirche. 1959 ging die Kirche als Schenkung auf die Evangelische Kirchengemeinde über.
Im 19. Jahrhundert stand die St. Cyriakus-Kirche kurz vor dem Abbruch; sie war verfallen und hatte in Kriegszeiten als Magazin gedient. Als man in den 1950er Jahren die historische Bedeutung dieses wieder als Gemeindekirche benutzten ottonischen Kirchenbaus erkannte, begann ein langwieriger Renovierungsprozess mit Grabungen und Umbaumaßnahmen (ab 1961); dabei wurde der gesamte Bau restauriert und die früheren Seitenschiffe auf den alten Fundamenten wieder hergestellt. Die Arbeiten konnten erst 2009 endgültig abgeschlossen werden mit dem Ergebnis, dass St. Cyriak im Februar 2009 als Sachgesamtheit unter besonderen Denkmalschutz gestellt und als Kulturdenkmal von besonderer Bedeutung in das Denkmalbuch eingetragen wurde.

## Ausstattung

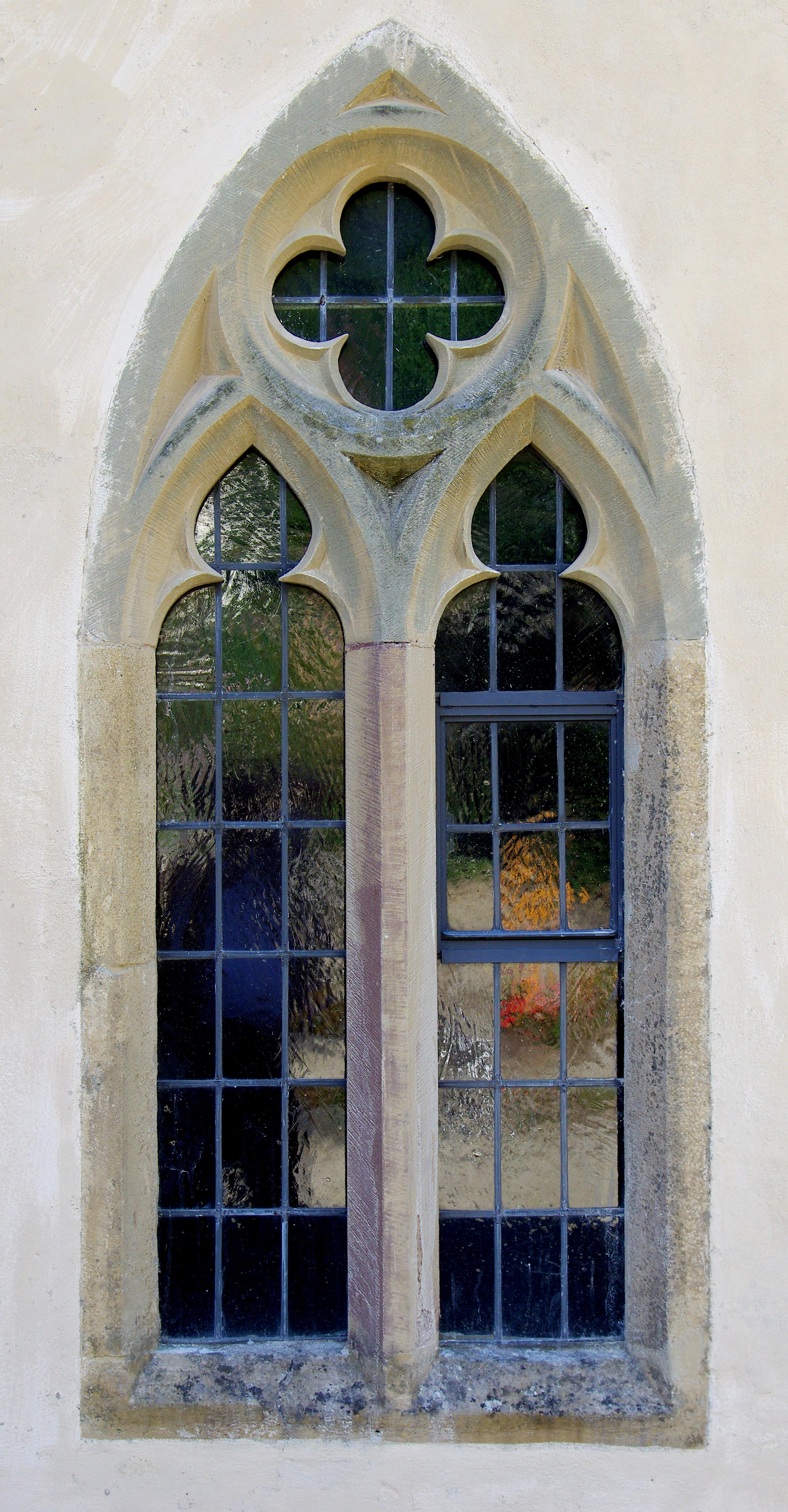
Gotisches Maßwerkfenster (Südseite, um 1500)
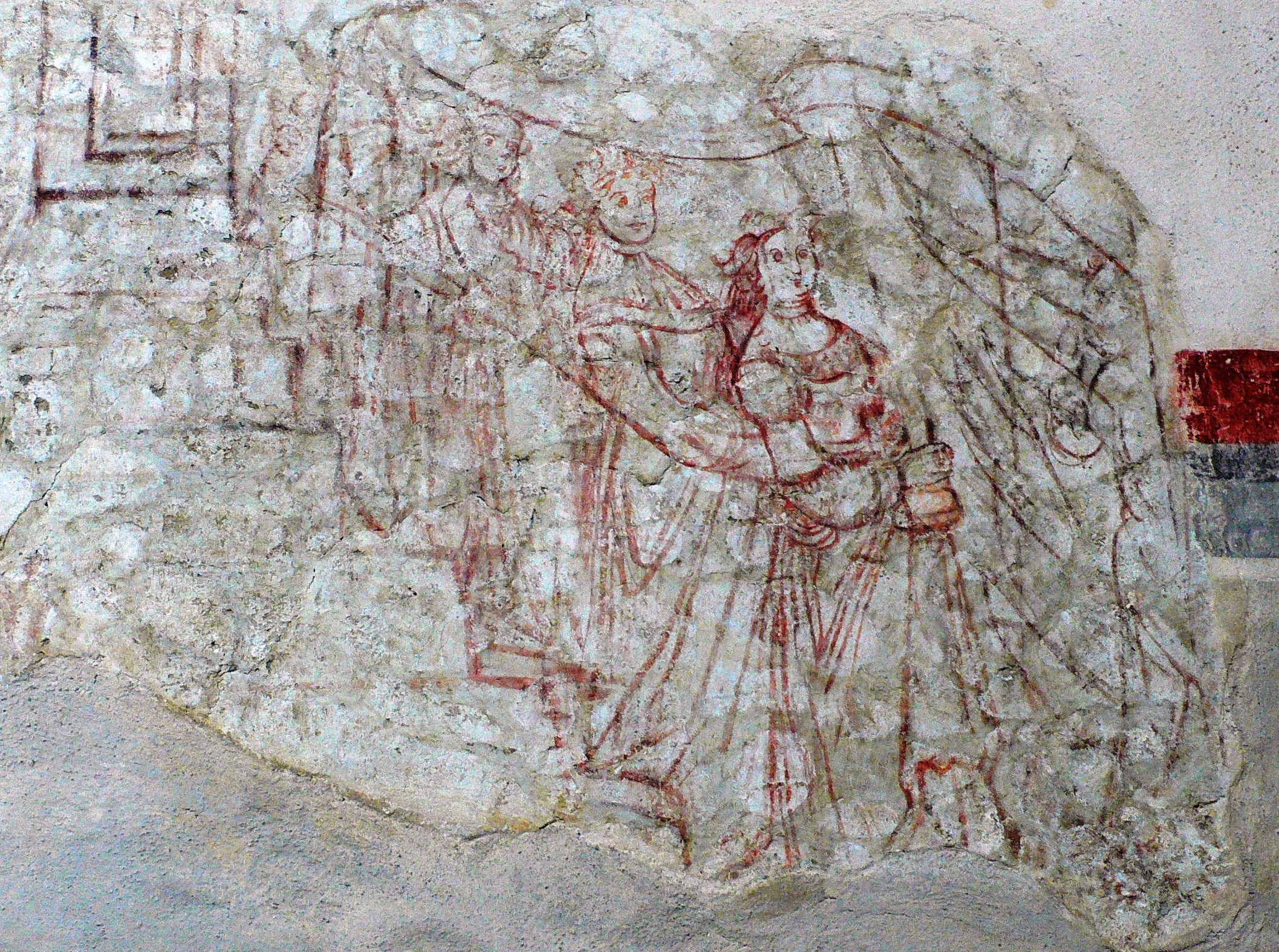
Vorzeichnung „Törichte Jungfrauen“ über der Treppe zur Krypta
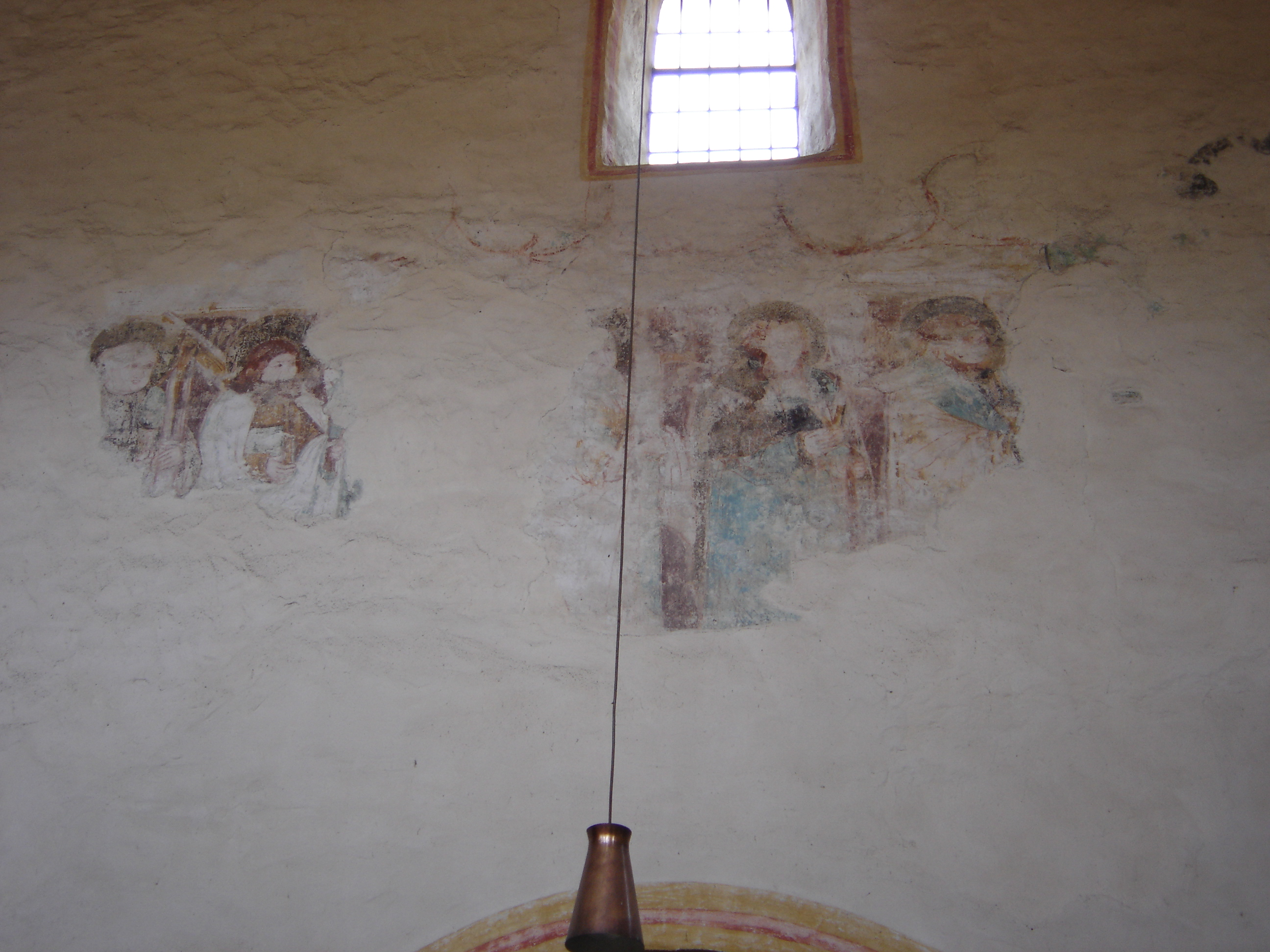
Fresken „Vierzehn Nothelfer“  an der Nordwand
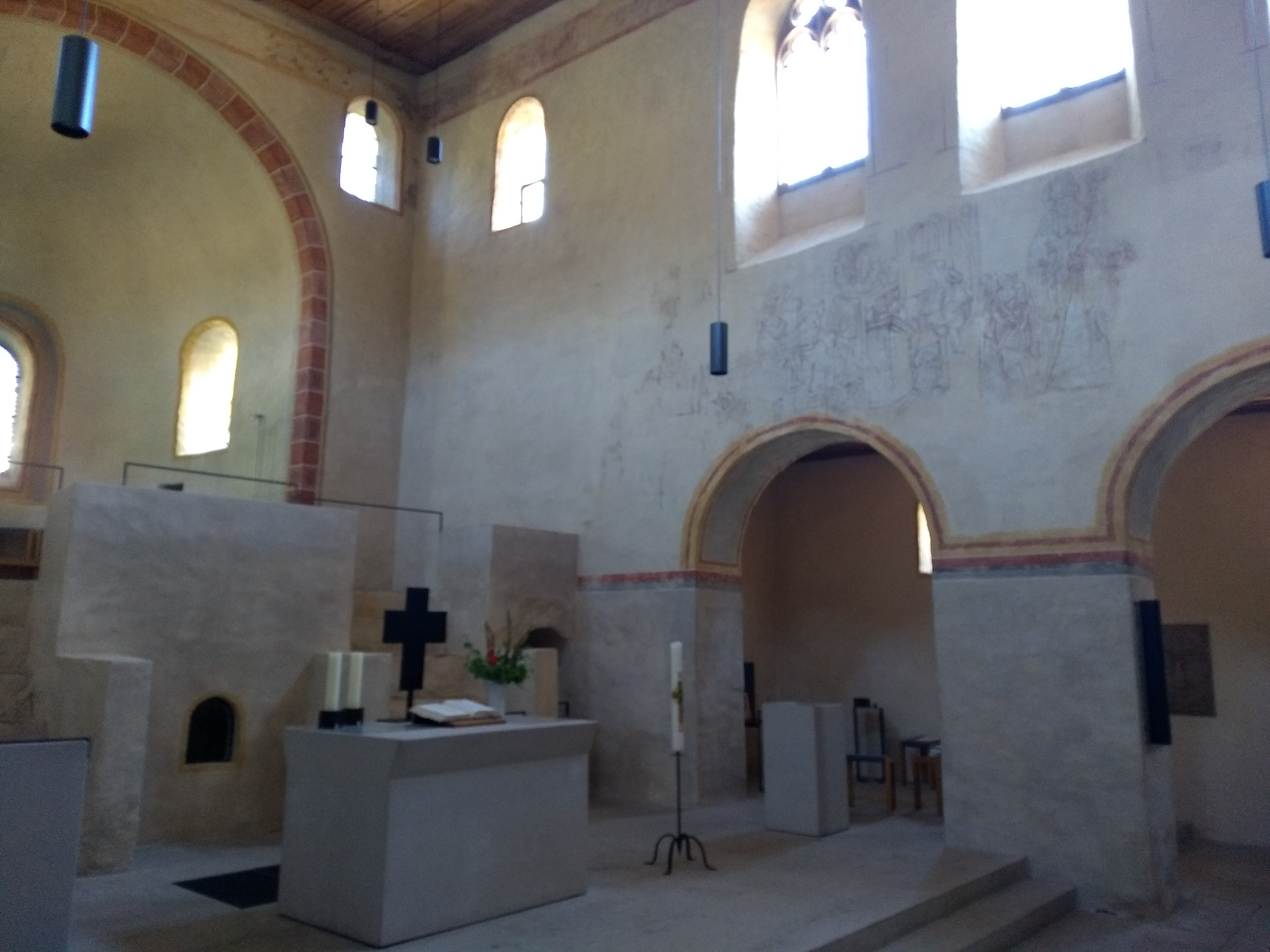
Vorzeichnung „Vier Evangelisten“ an der Südwand
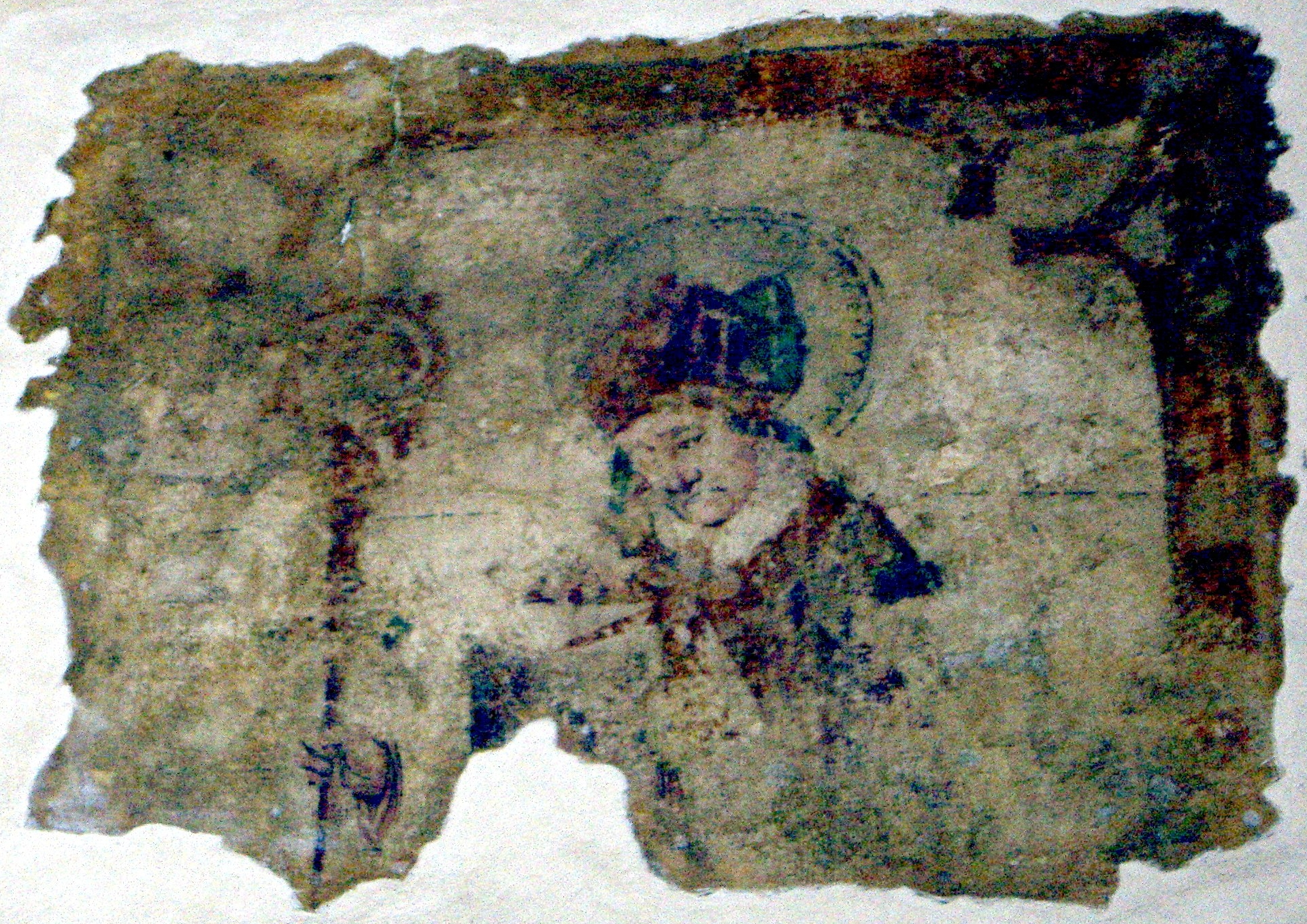
Fresko eines Bischofs an der Südwand

Das Innere der Kirche ist schlicht und ohne besondere Schmuckformen. Es gibt auch keine Steinmetzarbeiten aus der Gründungszeit; alle Werkstücke stammen aus späteren Epochen. Bei den 25 unterschiedliche Steinmetzmarken, die anlässlich der Restaurierungsarbeiten an den großen Bogen freigelegt wurden, handelt es sich nicht um Zeichen, die ein Steinmetz zur Markierung seines Werkstücks angebracht hat, sondern um sogenannte Versatzzeichen zur Kennzeichnung von zwei nebeneinander liegenden Bogenquadern, wie es im 13. Jahrhundert üblich war.
Die glatten Wände waren ursprünglich mit Malereien geschmückt, von denen einige Reste in Ostapsis, Langhaus und Krypta freigelegt werden konnten. Der Mäanderfries unterhalb der Holzdecke muss bereits im Gründungsbau vorhanden gewesen sein; es ist der bedeutendste Rest der ursprünglichen Wandmalerei.
Die in Kirche und Krypta freigelegten Malereireste stammen aus verschiedenen Epochen. In der Krypta fand man drei Malschichten: Grüne Blattranken aus der Barockzeit, figürliche Malereien des 16. Jahrhunderts sowie darunter ornamentale und figürliche Malreste aus der Bauzeit der Krypta (um 1010). An der südlichen Langhauswand sieht man Reste einer Vorzeichnung der Evangelisten Markus (mit Löwen), Lukas (vor einer Staffelei) und Johannes (mit Kelch), während von Matthäus nur noch der geflügelte Mensch als sein Symbol zu sehen ist; außerdem das Bild eines Bischofs mit Mitra und Stab.
An der Nordseite sind noch Teile eines Freskos aus dem frühen 16. Jahrhundert sichtbar, das die 14 Nothelfer zeigt, zu denen auch St. Cyriak gehört. Eine Vorzeichnung zu den törichten Jungfrauen mit ihren leeren Ölkrügen ist am linken Treppenabgang zur Krypta erhalten geblieben; dementsprechend waren über der rechten Treppe die klugen Jungfrauen dargestellt, beide Szenen gedacht gleichsam als Abstieg zur Krypta und als Aufstieg zum Hochchor.

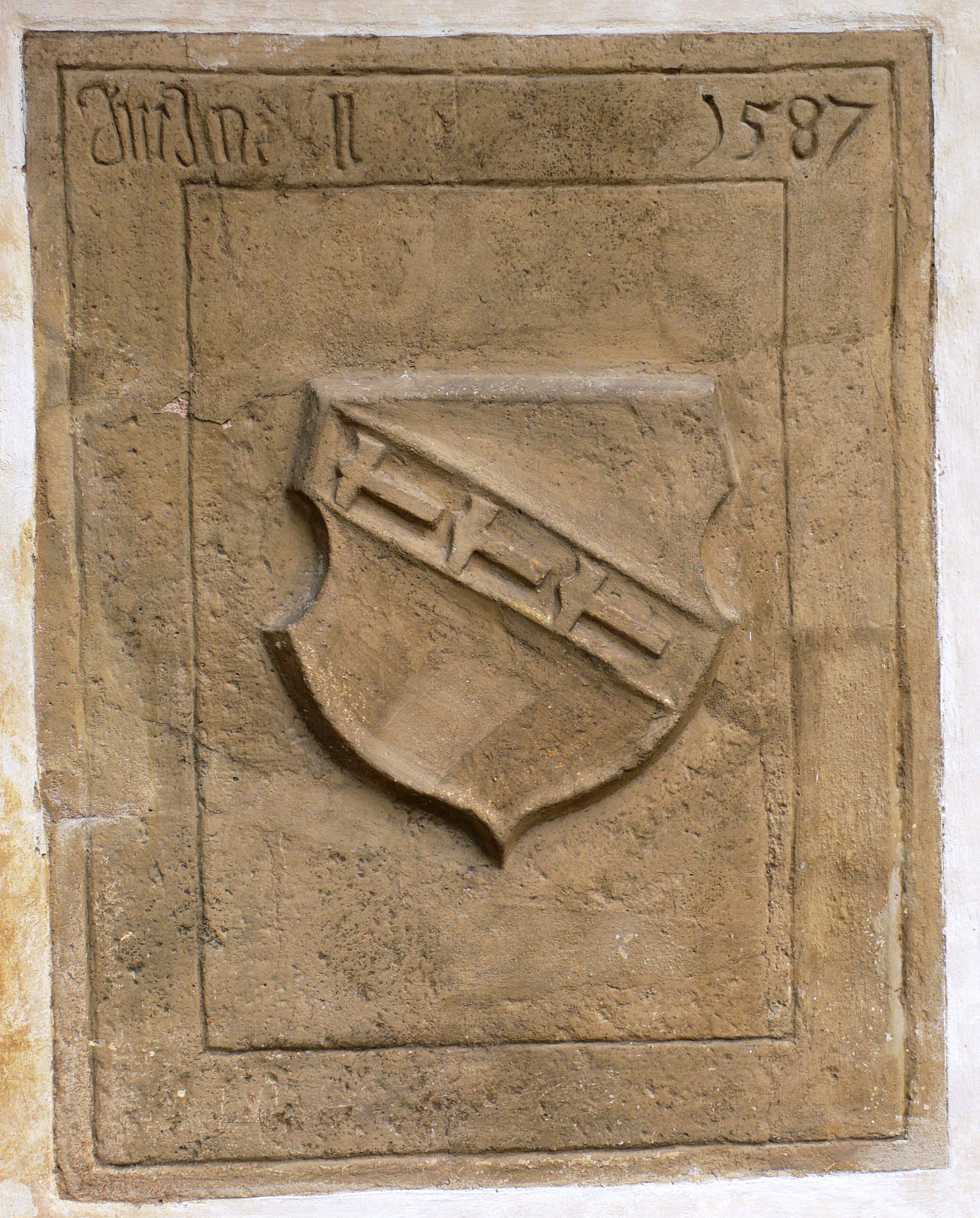
Wappenstein eines Bergmanns (Südwand außen, 1587)
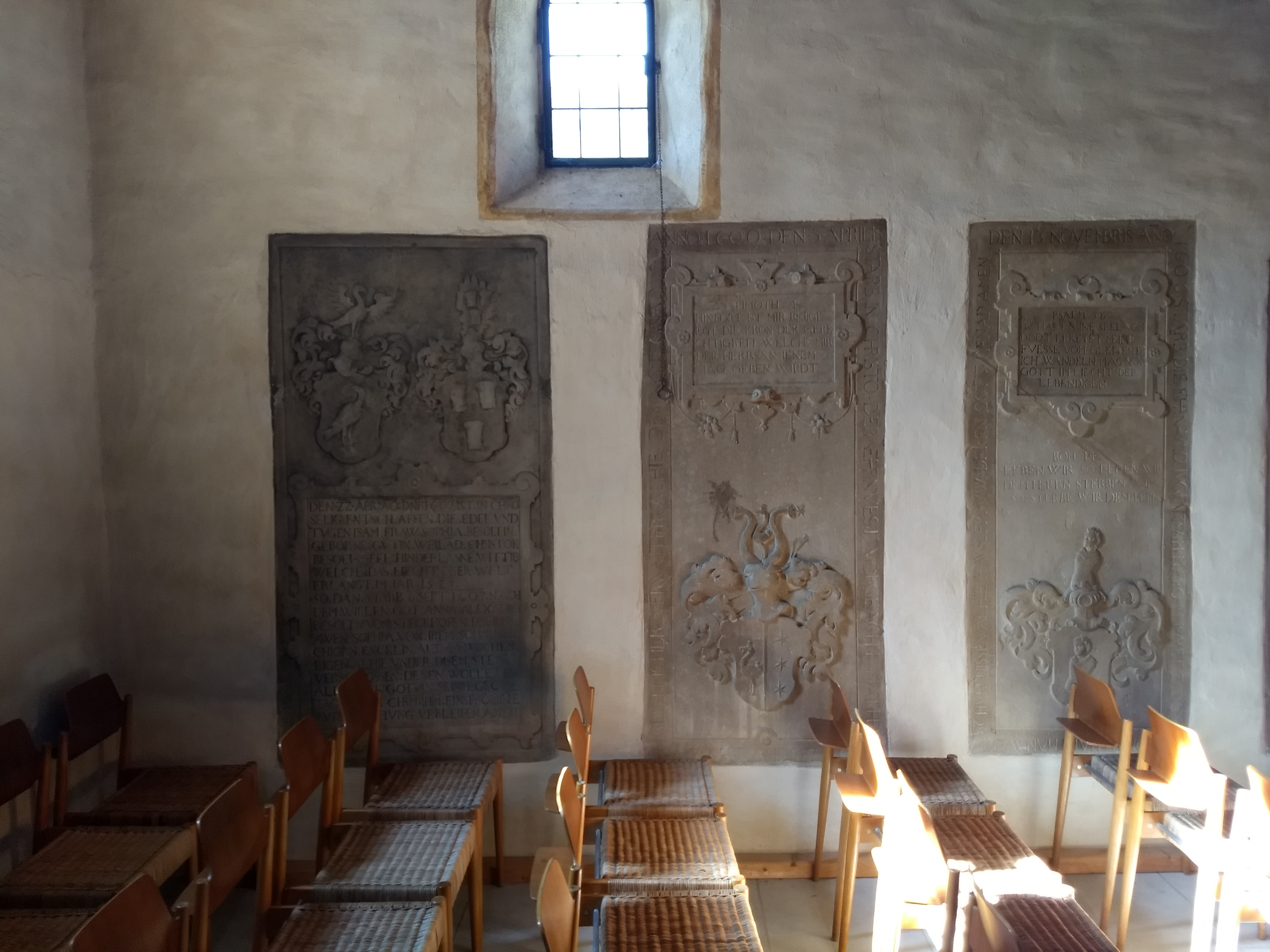
Grabplatten (nördliches Seitenschiff, Nr. 1–3, Anfang 17. Jh.)
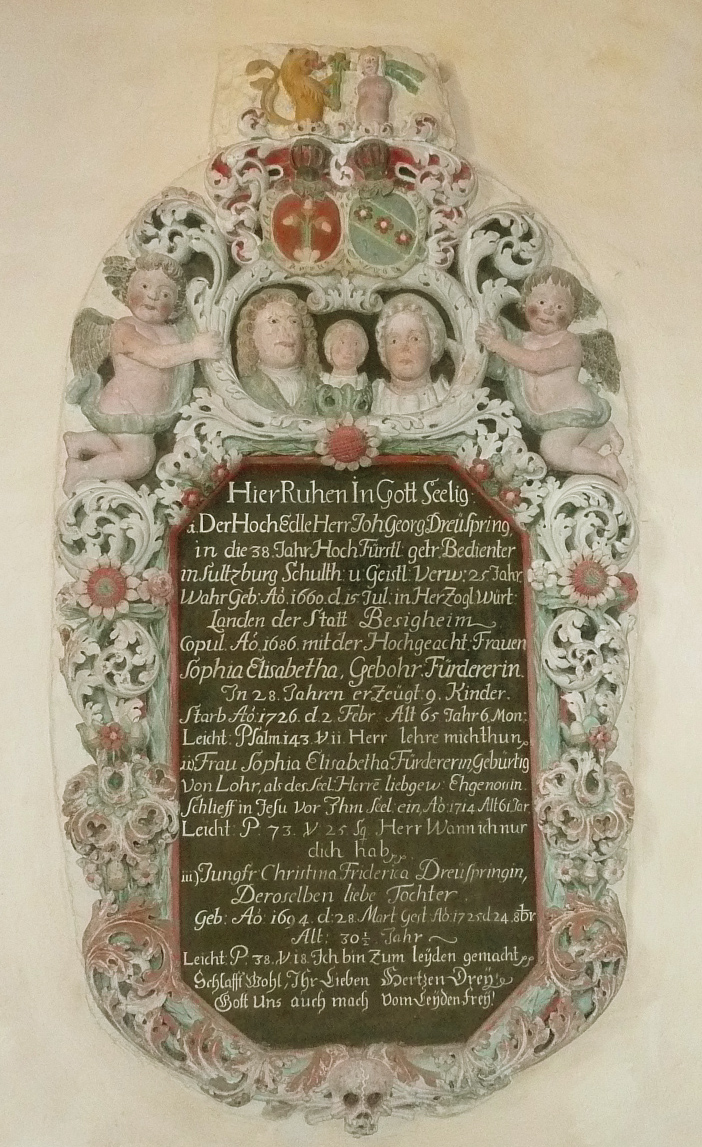
Grabstein Johannes Dreuspring, 1726 (Nr. 16)

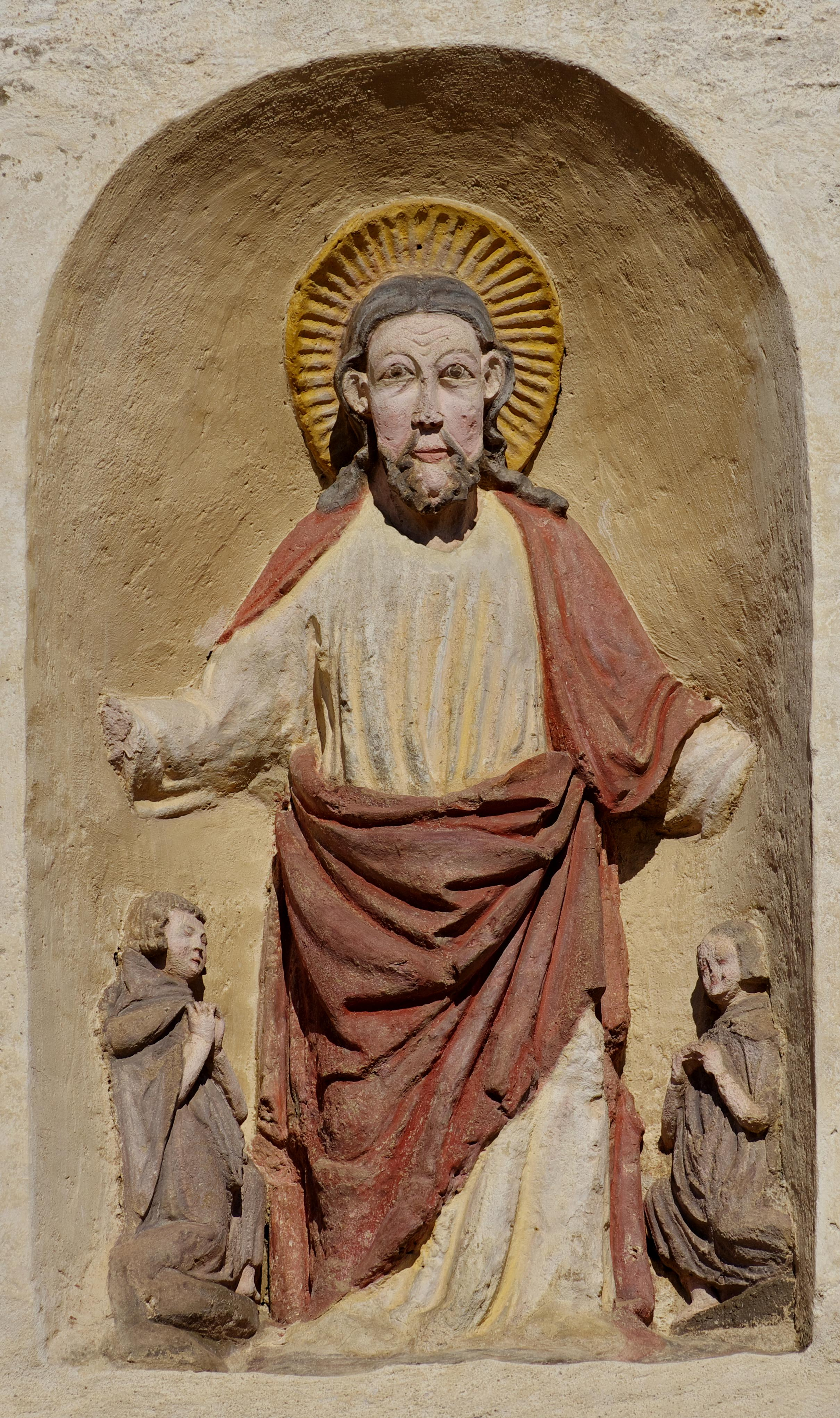
Christus Salvator (um 1309)

In den 1963 wieder hergestellten Seitenschiffen wurden alte Grabsteine in die Wand eingelassen; sie gehörten fast alle zu Gräbern außerhalb der Kirche und waren wahrscheinlich in der Vorhalle und an den Außenmauern angebracht. Es sind u. a.Grabplatten aus den Jahren (von links hinten im Uhrzeigersinn): 1607 (Nr. 1: Sophia und Alexandria Besolt), 1600 (Nr. 2: Matthäus Wertz), 1606 (Nr. 3: Elisabeth Zangmeister), 1586 (Nr. 6: Pater Julius), 1610 (Nr. 7: Hans Wolff Teuffel von Burckensee), 1618 (Nr. 8: Nicolaus Axt), 1726 (Nr. 16: Johannes Dreuspring), 1740 und 1742 (Nr. 17: Johann Christoph Gottfried und Christoph Gyser), 1612 (Nr. 19: Pfarrer von Thiengen).
Im Eingangsbereich unterhalb des Turms befindet sich an der Stelle, wo ursprünglich die Westapsis (mit der dort vermuteten Grabstätte des Stifters) gestanden hat, auf dem Boden eine weitere Grabplatte mit der umlaufenden Aufschrift:
EGO BIRTHILO MONASTERIUM HONORE SANCTI CYRIACI MARTIRIS LOCO QUI DICITUR SULTZBERG CONSTRUXI
(frei übersetzt: „Ich, Birhtilo, habe diese Kirche mit Kloster zur Ehre des Heiligen Märtyrers Cyriacus an diesem Ort, der Sulzburg genannt wird, erbaut“). In der Mitte der Grabplatte ist das Modell der Kirche in ihrem ursprünglichen Zustand zu sehen, darunter ein Grafenschwert mit den Jahreszahlen 993 und 1963. Der Grabstein nach dem Entwurf von Karl List soll an das Renovierungsjahr 1963 und an das Jahr der Kirchweihe 993 erinnern. Bei den archäologischen Grabungen hat man an dieser Stelle ein altes Grab gefunden, von dem vermutet worden ist, dass es sich um das Grab des Stifters Birthilo handeln könnte. An der südwestlichen Außenwand ist der Wappenstein eines unbekannten Sulzburger Bergmanns aus dem Jahr 1587 angebracht; das Wappen zeigt drei Fäusteln im Schrägbalken.
An der Südwand des Mittelschiffs ist eine Figur der hl. Katharina von Alexandrien angebracht, die im 13. Jahrhundert auch an dem Seitenaltar im südlichen Seitenschiff verehrt wurde und die – wie der Kirchenpatron – zu den vierzehn Nothelfern gehört. Die Heilige ist dargestellt mit einem Buch in der linken Hand und einem Schwert (als das Zeichen ihres Martyriums) in der Rechten; sie ist fürstlich gekleidet und trägt eine Krone. Zu ihren Füßen kauert Kaiser Maxentius, unter dem sie um 310 das Martyrium erlitten hat. Die Lindenholzskulptur soll im 15. Jahrhundert in Spanien entstanden und 1963 in die Kirche gekommen sein. Die auf dem Sockel umlaufende Schrift ist in Altspanisch abgefasst.
Das Relief des Christus Salvator mit den knienden Stifterfiguren Burkhard III. von Üsenberg und seiner Gemahlin (um 1309) an der äußeren Turmwand über dem Hauptportal befand sich ursprünglich am Westgiebel der Michaelskapelle im Obergeschoss der 1827 abgerissenen Vorhalle.

## Orgel
Die Orgel wurde 1983 von der Orgelbaufirma Peter Vier (Friesenheim) erbaut. Das Instrument hat 16 Register auf zwei Manualwerken und Pedal, zuzüglich dreier Vorabzüge. Die Spiel- und Registertrakturen sind mechanisch. Die Register des Hauptwerkes und des Pedals stehen auf einer gemeinsamen Zwillingslade und können durch Wechselschleifen gezogen werden. Sie stehen zudem in einem Schwellkasten hinter dem Brustwerk.
| I Hauptwerk C–g3 |                      |       |
| 1.               | Bourdon              | 16′   |
| 2.               | Prinzipal            | 8′    |
| 3.               | Rohrflöte            | 8′    |
| 4.               | Oktave               | 4′    |
| 5.               | Blockflöte           | 4′    |
| 6.               | Oktave               | 2′    |
| 7.               | Mixtur IV            | 1 ⁄3′ |
| 8.               | Quinte (vorab Nr. 7) | 1 ⁄3′ |
| 9.               | Cornett V (ab b0)    | 8′    |
| 10.              | Trompete             | 8′    |

| II Brustwerk C–g3 |                        |       |
| 11.               | Bourdon                | 8′    |
| 12.               | Praestant              | 4′    |
| 13.               | Rohrflöte              | 4′    |
| 14.               | Sesquialter II         |       |
| 15.               | Nassard (vorab Nr. 13) | 2 ⁄3′ |
| 16.               | Doublette              | 2′    |
| 17.               | Zimbel III             | 1′    |
| 18.               | Sifflet (vorab Nr. 15) | 1′    |
| 19.               | Krummhorn              | 8′    |
|                   | Tremulant              |       |

| Pedalwerk C–f1 |                        |     |
| 20.            | Subbass (= Nr. 1)      | 16′ |
| 21.            | Oktavbass (= Nr. 2)    | 8′  |
| 22.            | Gedacktbass (= Nr. 3)  | 8′  |
| 23.            | Choralbass (= Nr. 4)   | 4′  |
| 24.            | Flötbass (= Nr. 5)     | 4′  |
| 25.            | Choralbass (= Nr. 6)   | 2′  |
| 26.            | Trompetbass (= Nr. 10) | 8′  |

- Koppeln: II/I, I/P, II/P

## Glocken
Im Turm von St. Cyriak hängen drei Glocken, zwei aus historischer Zeit und eine aus dem 20. Jahrhundert. Die kleinste Glocke wurde 1689 vom Basler Glockengießer Friedrich Weitenauer gefertigt, die älteste stammt von einem unbekannten Gießer aus dem Jahr 1527. Diese beiden Glocken wurden 2009 durch eine dritte ergänzt, die 1950 von der Glockengießerei Hamm aus Frankenthal gegossen worden war. Sie war für die katholische Kirche in Achern-Fautenberg vorgesehen, konnte dort aber aufgrund von Schwingungsproblemen nicht bleiben.